# Hřbitov sovětských válečných zajatců (Adolfovice)
Hřbitov sovětských válečných zajatců v Adolfovicích (nazývaný také Lesní hřbitov Rudohoří) se nachází v údolí potoka Bystrého v části obce Bělá pod Pradědem v okrese Jeseník. Hřbitov je kulturní památkou ČR a je veden v centrální evidenci válečných hrobů pod CZE-7102-07161.

## Historie
V období druhé světové války byl v Adolfovicích pod Keprníkem v údolí potoka Bystrého (údolí Keprnického potoka a Rudohorského potoka) zřízen vojenský zajatecký tábor Rudohoří (Vietseifen). Zajatci pracovali v lesích. Z tábora, ve kterém bylo až na sto sovětských zajatců, zbyly pouze základy. V jeho blízkosti se nachází původně Hřbitov sovětských válečných zajatců, kteří zahynuli v období 29. října 1941 až 19. února 1942 na následky špatné stravy a epidemie skvrnitého tyfu. Po skončení války tábor sloužil jako internační pro vysídlené německé občany. V srpnu 1945 byli v blízkosti hřbitova pohřbeni němečtí občané, kteří v internačním táboře zemřeli.
Hřbitov sovětských válečných zajatců  byl zřízen v roce 1960. V roce 2003 došlo k rekonstrukci úpravě hřbitova s myšlenkou vzniku hřbitova Usmíření a sjednocení národů. Rekonstrukci zabezpečil státní podnik Lesy ČR, Lesní správou Jeseník. Náklady na rekonstrukci přesáhly přes půl milionu korun. Později provádělo rekonstrukci také Rusko.

## Popis
Původně byl zřízen oplocený hřbitov, v jehož zadní části byl centrální památník s ruským nápisem a před ním symetricky ve čtyřech řadách bylo 36 hrobových míst. Jména pohřbených zajatců byla uvedena na památníčcích. Po rekonstrukci v roce 2003 byly vpravo od centrálního památníku umístěny pomníčky sovětských zajatců a vlevo bylo přesunuto devět pomníčků německých občanů z původního místa pohřbení.

## Galerie

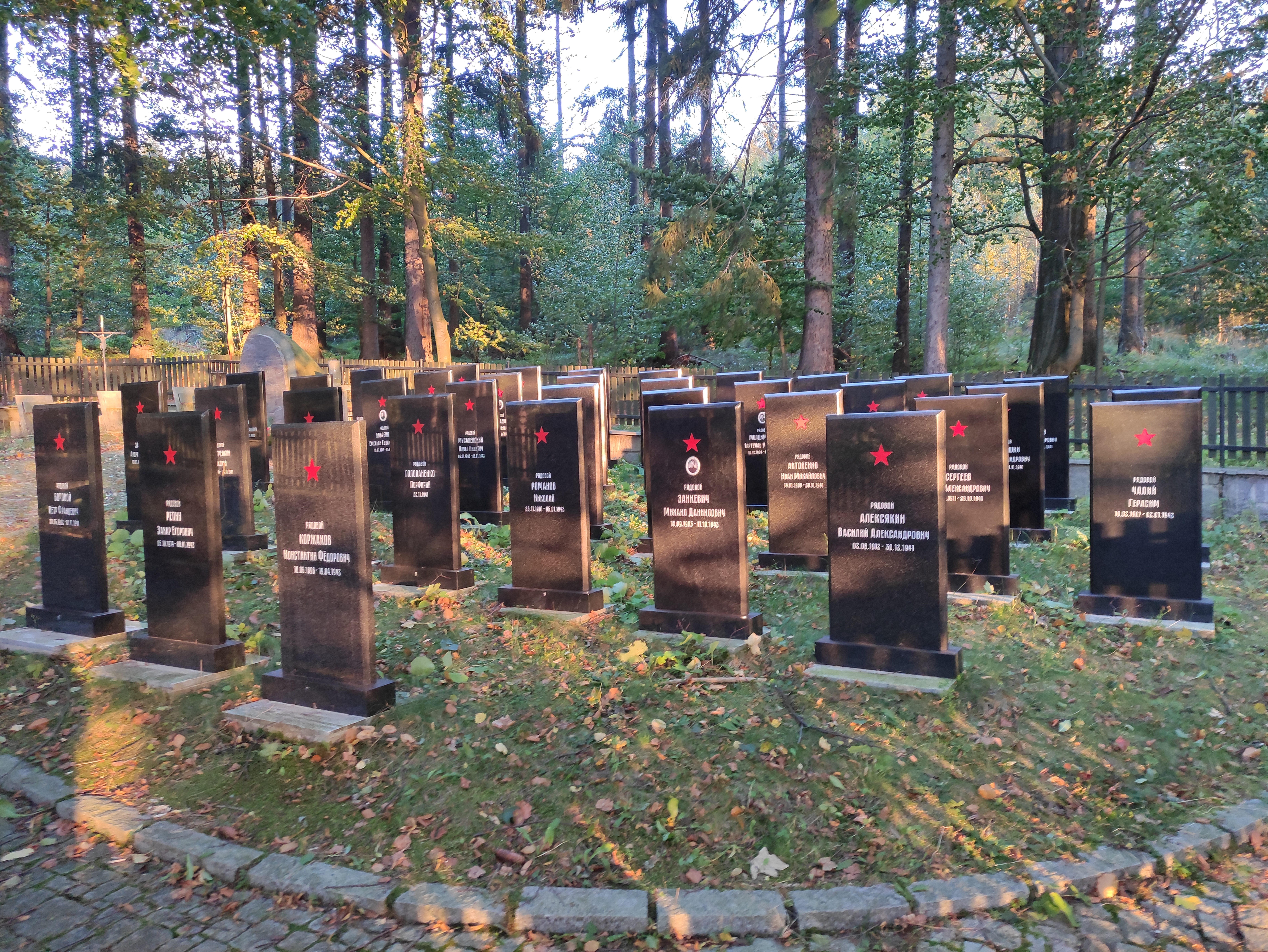
Lesní hřbitov v roce 2021
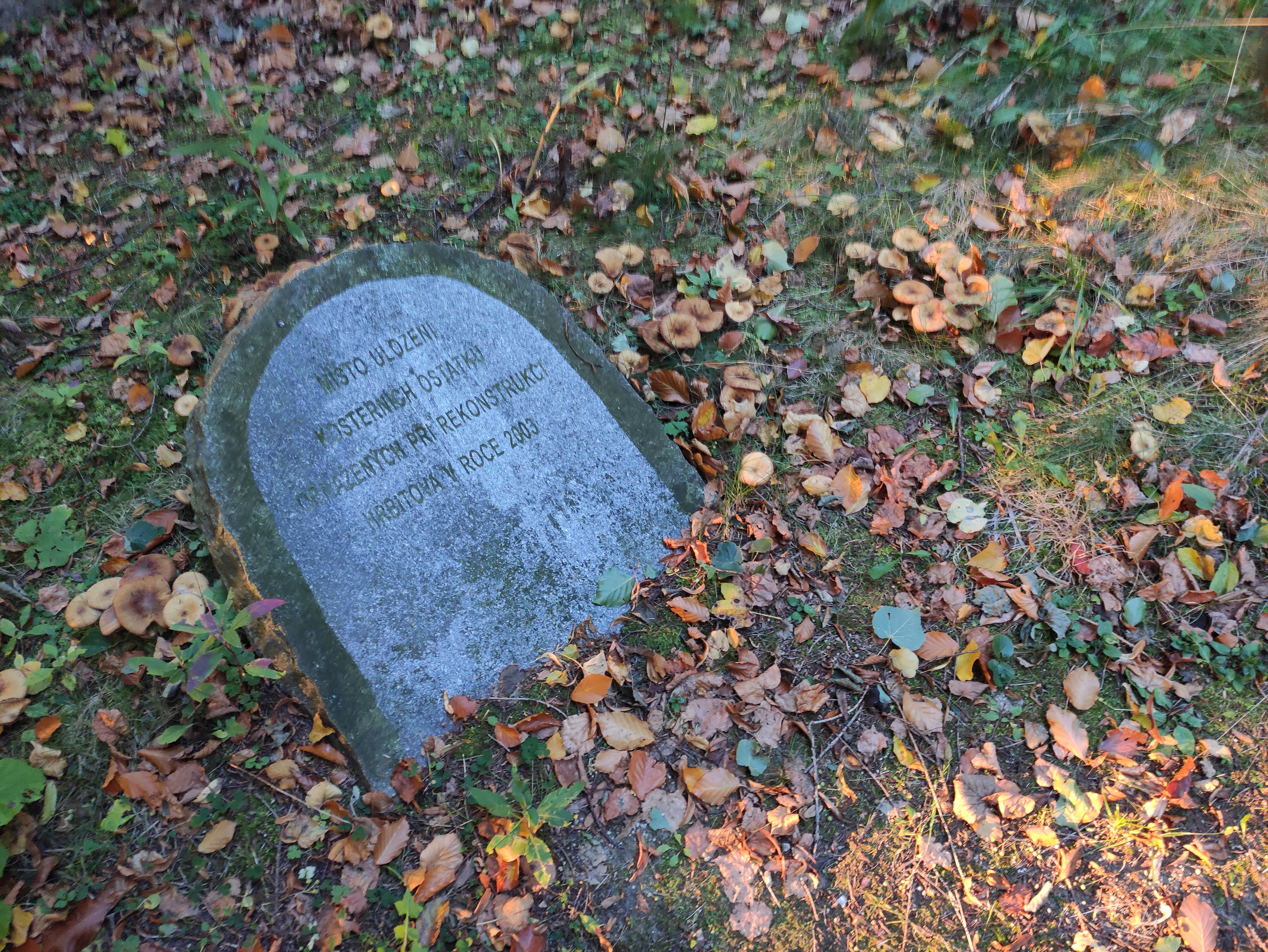
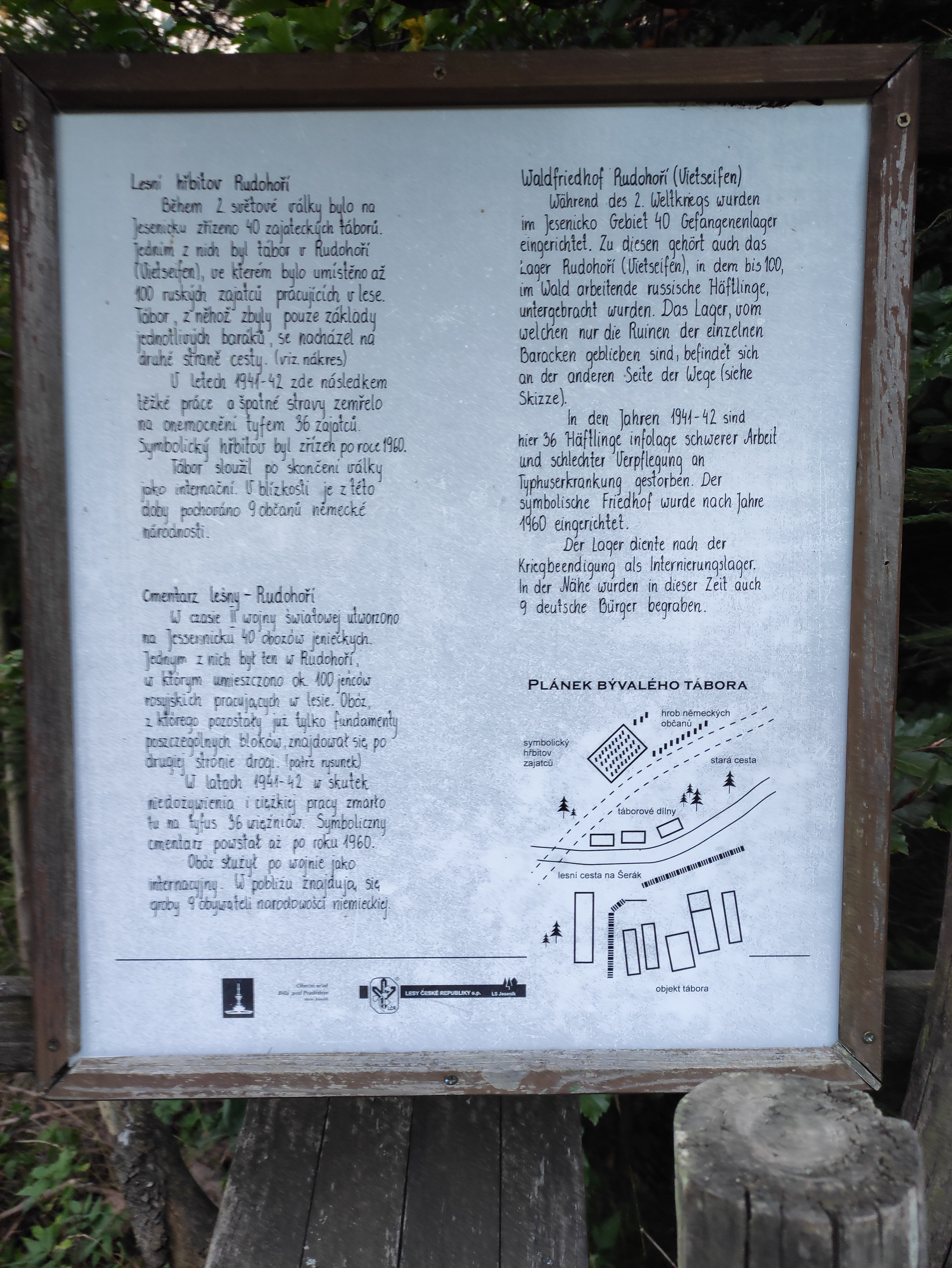
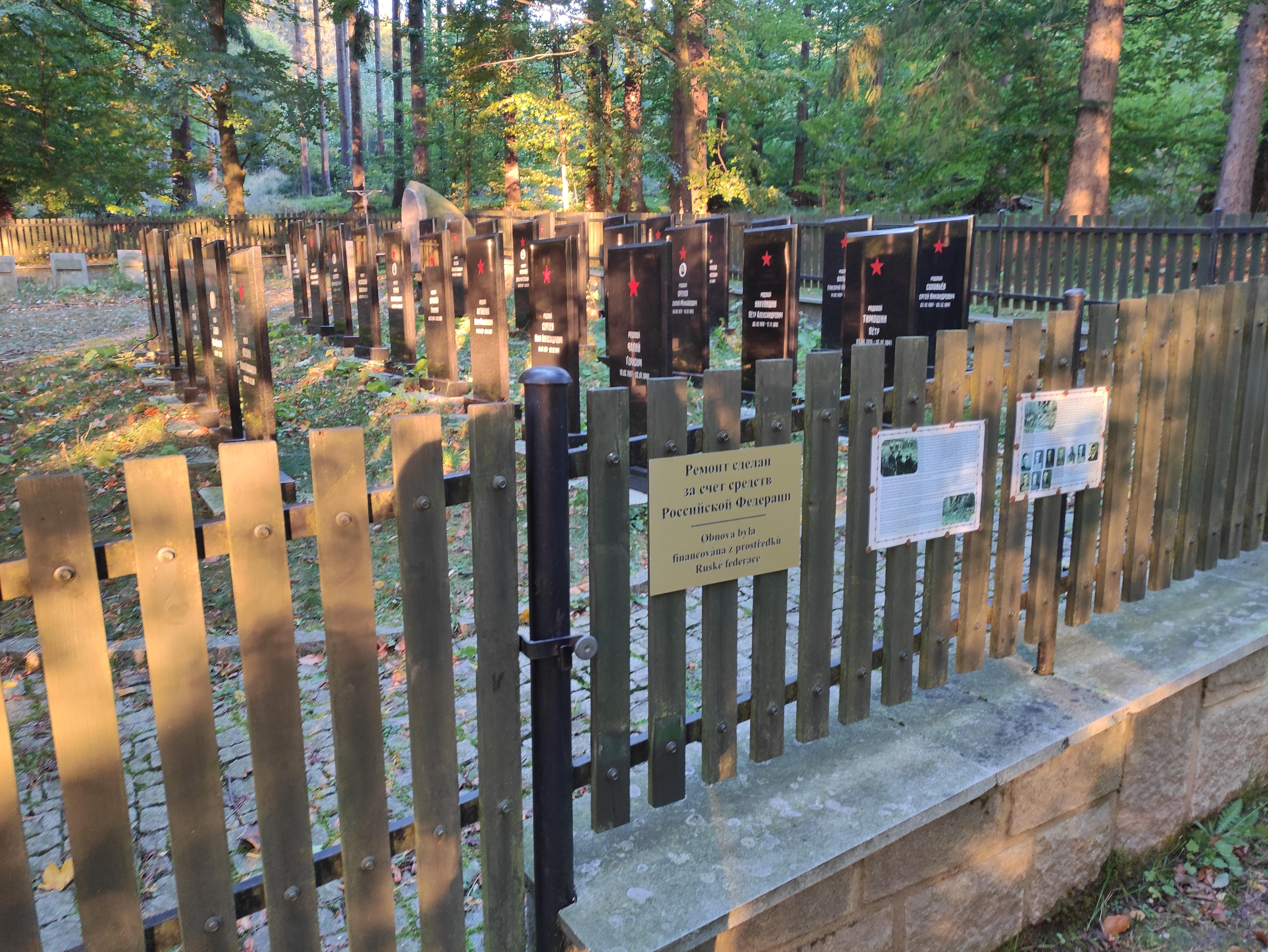